# X Factor (Italia) (diciottesima edizione)
La diciottesima edizione del talent show musicale X Factor è andata in onda in prima serata su Sky Uno e Now dal 12 settembre 2024 al 5 dicembre 2024 per tredici puntate.
Si tratta della quattordicesima edizione prodotta e trasmessa da Sky Italia, condotta per la prima volta da Giorgia.
Quest'anno viene introdotto per il terzo anno di fila Ante Factor, solitamente in uso solamente durante la finale del programma, con la conduzione di Gianluca Gazzoli, al termine della puntata viene introdotto tutto l'inizio dell'Ante Factor.
L'edizione è stata vinta da Mimì, componente della squadra capitanata da Manuel Agnelli.

## Trasmissione
Il programma è andato in onda il giovedì sul canale satellitare Sky Uno (e in streaming su Now) con replica su TV8 dalla prima puntata fino alla semifinale il martedì successivo (5 giorni dopo, non più 6 come nelle precedenti edizioni).
Come nelle tre edizioni precedenti, non vi saranno le categorie Under Uomini, Under Donne, Over e Gruppi.

## Selezioni

### Casting
Quest'anno i casting si sono svolti a Milano presso l'Allianz Cloud nelle giornate del 6 e 7 giugno 2024.

### Audition
La seconda fase delle selezioni prevede le Audition, nelle quali gli aspiranti concorrenti si esibiscono davanti ai quattro giudici. Per il terzo anno consecutivo, le registrazioni si sono tenute all'interno dell'Allianz Cloud di Milano, il 16 e 17 giugno 2024.
Per la prima volta è stato introdotto l'X PASS: ciascun giudice ha avuto la possibilità di portare un solo concorrente  direttamente ai Bootcamp.

### Bootcamp
La terza fase prevede i Bootcamp. Prima dei Bootcamp verranno presentate ai giudici le immagini dei concorrenti passati alle Audition suddivisi in quattro gruppi, dai quali i giudici sceglieranno le proprie squadre, formate da 12 artisti ciascuna. Poi, ogni concorrente dovrà esibirsi davanti al giudice, che avrà 4 sedie sulle quali far accomodare i concorrenti che ritiene più meritevoli, e che poi porterà con sé alla fase successiva.
Le due puntate dei Bootcamp sono state registrate anch'esse all'Allianz Cloud di Milano nelle giornate del 25 e 26 giugno 2024.
| Manuel Agnelli | Matteo Polonara            | Claudia Sacco            | The Moonquakes              | A Flower Tide                     | Jacqueline Branciforte | Fiat131 (Alfredo Bruno)        | MonnaElisa (Elisa Malpezzi)         | Aura e Marilyn   |
| Paola Iezzi    | Plasma (Antonio Silvestri) | Nelea (Elena Badii)      | DEA.WAV (Marina Del Grosso) | Soloperisoci                      | Sara Russo             | Tära (Tamara Al Zool)          | Maria Sofia Cancelli                | Aurora Venosa    |
| Jake La Furia  | Ayga (Gaia Bianco)         | Novecento (Massimo Poli) | Lunaspina Caruso            | Fiori D'Artificio (Andrea Grassi) | Lorenzo Carissimi      | SGA                            | Ozymandias (Giovanni Fausto Meloni) | Speakeasy        |
| Achille Lauro  | Matilda Balconi            | Heva (Eva De Santis)     | Samia Pozzobon              | Djomi (Domenico Giovanni Pini)    | Andrea Astolfi         | Jungle Giulia (Giulia Covitto) | Giulia Mei (Giulia Catuogno)        | Daniela Di Cicco |

### Home Visit
I quattro concorrenti scelti nella fase dei Bootcamp accedono alla fase successiva, la fase degli “Home Visit" che, esattamente come la precedente edizione, si trasforma in una sorta di "ritiro spirituale" in cui ogni giudice passa due giorni in un posto isolato dal mondo con i concorrenti del suo Team (la location di quest'anno è stata una villa di Sarturano). 
I concorrenti si ri-esibiscono una terza volta davanti al giudice e le esibizioni sono alternate da momenti intimi. I giudici si confrontano con i concorrenti singolarmente o in gruppo, decidendo anche alcune attività nel corso della giornata per conoscersi meglio. Ogni giudice decide di gestire il tempo con gli artisti a suo piacimento e alla fine di quest'ultima vengono scelti i 3 concorrenti che andranno a comporre la squadra di ognuno.  
| Giudice        | Artista eliminato agli Home Visit |
| -------------- | --------------------------------- |
| Manuel Agnelli | Fitza (Beatrice Fita)             |
| Paola Iezzi    | Frammenti                         |
| Jake La Furia  | Potara                            |
| Achille Lauro  | Ibrahim Guiblawi                  |

## Finalisti
In questo spazio sono elencati i concorrenti approdati alla prima puntata live del programma.
Legenda:
- Vincitore
- Secondo classificato

- Terzo classificato
- Quarto classificato

- Semifinalista
- Non finalista

| Squadra        | Cantanti                      | Cantanti     | Cantanti                    | Cantanti |
| -------------- | ----------------------------- | ------------ | --------------------------- | -------- |
| Manuel Agnelli | Mimì Caruso                   | Punkcake     | Danielle (Daniel Gasperini) |          |
| Paola Iezzi    | Lowrah (Laura Fetahu)         | Pablo Murphy | Dimensione Brama            |          |
| Jake La Furia  | Francamente (Francesca Siano) | The Foolz    | El Ma (Elmira Marinova)     |          |
| Achille Lauro  | Les Votives                   | I Patagarri  | Lorenzo Salvetti            |          |

## Dettaglio delle puntate

### Tabella delle eliminazioni
- Achille Lauro
- Paola Iezzi

- Jake La Furia
- Manuel Agnelli

|                |                  | 1ª puntata                    | 1ª puntata                    | 2ª puntata                    | 2ª puntata                       | 3ª puntata             | 3ª puntata                          | 4ª puntata                           | 4ª puntata                     | 5ª puntata                       | 5ª puntata             | Semifinale             | Semifinale             | Finale                 | Finale                 | Finale                 | Finale                 |                        |
| I              | II               | I                             | II                            | I                             | II                               | I                      | II                                  | I                                    | II                             | I                                | II                     | I                      | II                     | III                    | Totale                 |                        |                        |                        |
| -------------- | ---------------- | ----------------------------- | ----------------------------- | ----------------------------- | -------------------------------- | ---------------------- | ----------------------------------- | ------------------------------------ | ------------------------------ | -------------------------------- | ---------------------- | ---------------------- | ---------------------- | ---------------------- | ---------------------- | ---------------------- | ---------------------- | ---------------------- |
|                | Mimì             | 1° 35,62%                     | N.D.                          | N.D.                          | 2° 30,75%                        | 2° 25,77%              | N.D.                                | 3° 13,17%                            | 2° 15,15%                      | 6° 12,05%                        | 5° 15,09%              | 4° 16,69%              | 3° 20,94%              | 2° 25,61%              | 1° 31,84%              | 2° 26,65%              | Vincitrice 28,03%      |                        |
|                | Les Votives      | 2° 19,74%                     | N.D.                          | N.D.                          | 1° 32,05%                        | N.D.                   | 3° 19,22%                           | 2° 13,53%                            | 3° 13,38%                      | 3° 15,79%                        | 4° 16,07%              | 5° 16,34%              | 1° 22,20%              | 1° 28,08%              | 2° 26,72%              | 1° 27,58%              | Secondi 27,46%         |                        |
|                | I Patagarri      | N.D.                          | 3° 22,34%                     | 2° 23,07%                     | N.D.                             | 1° 25,99%              | N.D.                                | 4° 12,94%                            | 4° 13,13%                      | 1° 20,71%                        | 1° 20,11%              | 1° 18,55%              | N.D.                   | 3° 25,4%               | 3° 21,22%              | 3° 25,06%              | Terzi 23,89%           |                        |
|                | Lorenzo Salvetti | N.D.                          | 1° 23,77%                     | 1° 23,25%                     | N.D.                             | N.D.                   | 2° 20,82%                           | 1° 13,76%                            | 1° 16,84%                      | 2° 17,4%                         | 2° 18,07%              | 2° 17,97%              | 2° 21,09%              | 4° 20,9%               | 4° 20,21%              | 4° 20,71%              | Quarto 20,61%          |                        |
|                | Francamente      | N.D.                          | 2° 22,4%                      | 4° 13,44%                     | N.D.                             | N.D.                   | 4° 17,85%                           | 6° 9,48%                             | 6° 10,57%                      | 4° 13,31%                        | 3° 16,54%              | 3° 17,48%              | 4° 20,48%              | Eliminata (Semifinale) | Eliminata (Semifinale) | Eliminata (Semifinale) | Eliminata (Semifinale) | Eliminata (Semifinale) |
|                | Punkcake         | N.D.                          | 5° 12,83%                     | 3° 15,61%                     | N.D.                             | N.D.                   | 1° 25,3%                            | 5° 12,59%                            | 5° 11,81%                      | 5° 13,17%                        | 6° 14,1%               | 6° 12,96%              | 5° 15,27%              | Eliminati (Semifinale) | Eliminati (Semifinale) | Eliminati (Semifinale) | Eliminati (Semifinale) | Eliminati (Semifinale) |
|                | Lowrah           | 4° 13%                        | N.D.                          | 5° 12,43%                     | N.D.                             | 4° 16,71%              | N.D.                                | 8° 8,24%                             | 7° 9,73%                       | 7° 7,57%                         | N.D.                   | Eliminata (5ª puntata) | Eliminata (5ª puntata) | Eliminata (5ª puntata) | Eliminata (5ª puntata) | Eliminata (5ª puntata) | Eliminata (5ª puntata) |                        |
|                | Danielle         | 5° 10,73%                     | N.D.                          | N.D.                          | 3° 15,71%                        | 5° 14,16%              | N.D.                                | 7° 8,46%                             | 8° 9,4%                        | Eliminato (4ª puntata)           | Eliminato (4ª puntata) | Eliminato (4ª puntata) | Eliminato (4ª puntata) | Eliminato (4ª puntata) | Eliminato (4ª puntata) | Eliminato (4ª puntata) | Eliminato (4ª puntata) |                        |
|                | The Foolz        | 3° 15,85%                     | N.D.                          | N.D.                          | 4° 13,1%                         | 3° 17,37%              | N.D.                                | 9° 7,82%                             | Eliminati (4ª puntata)         | Eliminati (4ª puntata)           | Eliminati (4ª puntata) | Eliminati (4ª puntata) | Eliminati (4ª puntata) | Eliminati (4ª puntata) | Eliminati (4ª puntata) | Eliminati (4ª puntata) | Eliminati (4ª puntata) |                        |
|                | El Ma            | N.D.                          | 4° 14,18%                     | 6° 12,20%                     | N.D.                             | N.D.                   | 5° 16,8%                            | Eliminata (3ª puntata)               | Eliminata (3ª puntata)         | Eliminata (3ª puntata)           | Eliminata (3ª puntata) | Eliminata (3ª puntata) | Eliminata (3ª puntata) | Eliminata (3ª puntata) | Eliminata (3ª puntata) | Eliminata (3ª puntata) | Eliminata (3ª puntata) |                        |
|                | Pablo Murphy     | N.D.                          | 6° 4,47%                      | N.D.                          | 5° 8,40%                         | Eliminato (2ª puntata) | Eliminato (2ª puntata)              | Eliminato (2ª puntata)               | Eliminato (2ª puntata)         | Eliminato (2ª puntata)           | Eliminato (2ª puntata) | Eliminato (2ª puntata) | Eliminato (2ª puntata) | Eliminato (2ª puntata) | Eliminato (2ª puntata) | Eliminato (2ª puntata) | Eliminato (2ª puntata) |                        |
|                | Dimensione Brama | 6° 4,95%                      | N.D.                          | Eliminati (1ª puntata)        | Eliminati (1ª puntata)           | Eliminati (1ª puntata) | Eliminati (1ª puntata)              | Eliminati (1ª puntata)               | Eliminati (1ª puntata)         | Eliminati (1ª puntata)           | Eliminati (1ª puntata) | Eliminati (1ª puntata) | Eliminati (1ª puntata) | Eliminati (1ª puntata) | Eliminati (1ª puntata) | Eliminati (1ª puntata) | Eliminati (1ª puntata) |                        |
| Ultimo scontro | Ultimo scontro   | Dimensione Brama Pablo Murphy | Dimensione Brama Pablo Murphy | El Ma Pablo Murphy            | El Ma Pablo Murphy               | Danielle El Ma         | Danielle El Ma                      | Danielle Lowrah                      | Danielle Lowrah                | Lowrah Punkcake                  | Lowrah Punkcake        | Mimì Francamente       | Mimì Francamente       |                        |                        |                        |                        |                        |
|                | Voto di Lauro    | Pablo Murphy                  | Pablo Murphy                  | Pablo Murphy                  | Pablo Murphy                     | Danielle               | Danielle                            | Lowrah                               | Lowrah                         | Lowrah                           | Lowrah                 | Mimì                   | Mimì                   |                        |                        |                        |                        |                        |
|                | Voto di Jake     | Dimensione Brama              | Dimensione Brama              | Pablo Murphy                  | Pablo Murphy                     | Danielle               | Danielle                            | Danielle                             | Danielle                       | Lowrah                           | Lowrah                 | Mimì                   | Mimì                   |                        |                        |                        |                        |                        |
|                | Voto di Paola    | Dimensione Brama              | Dimensione Brama              | El Ma                         | El Ma                            | El Ma                  | El Ma                               | Danielle                             | Danielle                       | Punkcake                         | Punkcake               | Francamente            | Francamente            |                        |                        |                        |                        |                        |
|                | Voto di Manuel   | Dimensione Brama              | Dimensione Brama              | Pablo Murphy                  | Pablo Murphy                     | El Ma                  | El Ma                               | Lowrah                               | Lowrah                         | Lowrah                           | Lowrah                 | Francamente            | Francamente            |                        |                        |                        |                        |                        |
| Eliminati      | Eliminati        | Dimensione Brama 3 voti su 4  | Pablo Murphy 3 voti su 4      | El Ma 2 voti su 4 TILT 49,99% | The Foolz ultimi al televoto     | Lowrah 3 voti su 4     | Punkcake ultimi al televoto         | Lorenzo Salvetti Quarto Classificato | I Patagarri Terzi Classificati | Les Votives Secondi Classificati |                        |                        |                        |                        |                        |                        |                        |                        |
| Eliminati      | Eliminati        | Dimensione Brama 3 voti su 4  | Pablo Murphy 3 voti su 4      | El Ma 2 voti su 4 TILT 49,99% | Danielle 2 voti su 4 TILT 44,32% | Lowrah 3 voti su 4     | Francamente 2 voti su 4 TILT 48,96% | Lorenzo Salvetti Quarto Classificato | I Patagarri Terzi Classificati | Les Votives Secondi Classificati |                        |                        |                        |                        |                        |                        |                        |                        |

### Prima Puntata
- Data: 24 ottobre 2024
- Ospite: Ghali
- Canzoni cantate dall'ospite: Niente panico / Paprika / Casa mia (Ghali)
- Opening: Giorgia (Born This Way di Lady Gaga e Don't Stop the Music di Rihanna)

| Ordine       | Cantante         | Giudice | Cover                                                                    | Risultato |  |
| ------------ | ---------------- | ------- | ------------------------------------------------------------------------ | --------- |  |
| 1            | The Foolz        | Jake    | 90min (Salmo)                                                            | Salvi     |  |
| 2            | Lowrah           | Paola   | Hey Mama (David Guetta, Nicki Minaj, Bebe Rexha e Afrojack)              | Salva     |  |
| 3            | Les Votives      | Lauro   | Are You Gonna Be My Girl (Jet)                                           | Salvi     |  |
| 4            | Danielle         | Manuel  | Milano e Vincenzo (Alberto Fortis)                                       | Salvo     |  |
| 5            | Dimensione Brama | Paola   | L'estate sta finendo (Righeira)                                          | Ultimi    |  |
| 6            | Mimì             | Manuel  | Don't Beat the Girl Out of My Boy (Anna Calvi)                           | Salva     |  |
|              |                  |         |                                                                          |           |  |
| 7            | I Patagarri      | Lauro   | Alleluja, tutti jazzisti! (Aristocats) / Hey Pachuco (Royal Crown Revue) | Salvi     |  |
| 8            | El Ma            | Jake    | Rise (Katy Perry)                                                        | Salva     |  |
| 9            | Pablo Murphy     | Paola   | We Are Never Ever Getting Back Together (Taylor Swift)                   | Ultimo    |  |
| 10           | Francamente      | Jake    | Promises (The Cranberries)                                               | Salva     |  |
| 11           | Punkcake         | Manuel  | Police on My Back (The Clash)                                            | Salvi     |  |
| 12           | Lorenzo Salvetti | Lauro   | Margherita (Riccardo Cocciante)                                          | Salvo     |  |
| Ballottaggio |                  |         |                                                                          |           |  |
| 1            | Dimensione Brama | Paola   | Can't Get You Out of My Head (Kylie Minogue)                             | Eliminati |  |
| 2            | Pablo Murphy     | Paola   | S.O.S. (ABBA)                                                            | Salvo     |  |

Voto per i giudici per il ballottaggio
- Lauro: Pablo Murphy
- Jake: Dimensione Brama
- Paola: Dimensione Brama
- Manuel: Dimensione Brama

### Seconda Puntata
- Data: 31 ottobre 2024
- Ospite: Gaia
- Canzoni cantate dall'ospite: Dea saffica / Sesso e samba (Tony Effe ft. Gaia)
- Opening: Giorgia (Niente di male)

| Ordine       | Cantante         | Giudice | Cover                                     | Risultato |  |
| ------------ | ---------------- | ------- | ----------------------------------------- | --------- |  |
| 1            | Francamente      | Jake    | Mi fai impazzire (Blanco e Sfera Ebbasta) | Salva     |  |
| 2            | Punkcake         | Manuel  | Gone Daddy Gone (Violent Femmes)          | Salvi     |  |
| 3            | I Patagarri      | Lauro   | Sw1n6o (Thasup ft. Salmo)                 | Salvi     |  |
| 4            | Lowrah           | Paola   | Man Down (Rihanna)                        | Salva     |  |
| 5            | Lorenzo Salvetti | Lauro   | 100 messaggi (Lazza)                      | Salvo     |  |
| 6            | El Ma            | Jake    | Try (P!nk)                                | Ultima    |  |
|              |                  |         |                                           |           |  |
| 7            | Les Votives      | Lauro   | Sign of the Times (Harry Styles)          | Salvi     |  |
| 8            | Danielle         | Manuel  | Lugano addio (Ivan Graziani)              | Salvo     |  |
| 9            | Mimì             | Manuel  | Something on Your Mind (Karen Dalton)     | Salva     |  |
| 10           | Pablo Murphy     | Paola   | Mr. Brightside (The Killers)              | Ultimo    |  |
| 11           | The Foolz        | Jake    | I Was Made for Lovin' You (Kiss)          | Salvi     |  |
| Ballottaggio |                  |         |                                           |           |  |
| 1            | El Ma            | Jake    | Vampire (Olivia Rodrigo)                  | Salva     |  |
| 2            | Pablo Murphy     | Paola   | Another Day in Paradise (Phil Collins)    | Eliminato |  |

Voto per i giudici per il ballottaggio
- Lauro: Pablo Murphy
- Jake: Pablo Murphy; per salvare la sua concorrente, El Ma, sperando che lei possa rimanere
- Paola: El Ma; per salvare il suo concorrente, Pablo Murphy
- Manuel: Pablo Murphy

### Terza puntata
- Data: 7 novembre 2024
- Tema della puntata: Disco Music
- Ospite: Sarafine e Tananai
- Canzoni cantate dall'ospite: (Gypsy Woman di Crystal Waters) / (Freed from Desire di Gala) / (Blue (Da Ba Dee) di Eiffel 65) (Sarafine), Booster (Tananai)

| Ordine       | Cantante         | Giudice     | Cover                                                  | Risultato   |  |
| Disco Music  | Disco Music      | Disco Music | Disco Music                                            | Disco Music |  |
| ------------ | ---------------- | ----------- | ------------------------------------------------------ | ----------- |  |
| 1            | Mimì             | Manuel      | I Will Survive (Gloria Gaynor)                         | Salva       |  |
| 2            | I Patagarri      | Lauro       | Stayin' Alive (Bee Gees)                               | Salvi       |  |
| 3            | Lowrah           | Paola       | All That She Wants (Ace of Base)                       | Salva       |  |
| 4            | The Foolz        | Jake        | Hot Stuff (Donna Summer)                               | Salvi       |  |
| 5            | Danielle         | Manuel      | Salirò (Daniele Silvestri)                             | Ultimo      |  |
|              |                  |             |                                                        |             |  |
| 6            | Punkcake         | Manuel      | Da Ya Think I'm Sexy? (Rod Stewart)                    | Salvi       |  |
| 7            | El Ma            | Jake        | Hung Up (Madonna)                                      | Ultima      |  |
| 8            | Lorenzo Salvetti | Lauro       | Non succederà più (Claudia Mori)                       | Salvo       |  |
| 9            | Francamente      | Jake        | L'amour toujours (I'll Fly with You) (Gigi D'Agostino) | Salva       |  |
| 10           | Les Votives      | Lauro       | You Make Me Feel (Mighty Real) (Sylvester)             | Salvi       |  |
| Ballottaggio |                  |             |                                                        |             |  |
| 1            | Danielle         | Manuel      | Lugano addio (Ivan Graziani)                           | Salvo       |  |
| 2            | El Ma            | Jake        | Talking to the Moon (Bruno Mars)                       | Eliminata   |  |

Voto per i giudici per il ballottaggio
- Lauro: Danielle; volendo andare al Tilt
- Jake: Danielle; per salvare la sua concorrente, El Ma
- Paola: El Ma
- Manuel: El Ma; per salvare il suo concorrente, Danielle

I giudici non trovano un accordo, quindi si va al TILT, che decreta l'eliminazione di El Ma.

### Quarta puntata
- Data: 14 novembre 2024
- Tema della puntata: Hell Factor (doppia eliminazione). Nella prima manche i concorrenti si esibiranno uno dopo l'altro nella giostra a tema XF Grand Hotel, e il meno votato verrà direttamente eliminato. La seconda manche cantano Canzoni assegnati dai propri giudici.
- Ospite: Negramaro
- Canzoni cantate dall'ospite: Marziani / La prima volta / Nuvole e lenzuola (Negramaro)
- Opening: Giorgia con XF Grand Hotel

| Ordine                            | Cantante                          | Giudice                           | Cover                                                                    | Risultato                         |
| Hell Factor (doppia eliminazione) | Hell Factor (doppia eliminazione) | Hell Factor (doppia eliminazione) | Hell Factor (doppia eliminazione)                                        | Hell Factor (doppia eliminazione) |
| Manche Giostra                    | Manche Giostra                    | Manche Giostra                    | Manche Giostra                                                           | Manche Giostra                    |
| --------------------------------- | --------------------------------- | --------------------------------- | ------------------------------------------------------------------------ | --------------------------------- |
| 1                                 | Les Votives                       | Lauro                             | Sign of the Times (Harry Styles)                                         | Salvi                             |
| 2                                 | Lowrah                            | Paola                             | If I Were a Boy (Beyoncé)                                                | Salva                             |
| 3                                 | Danielle                          | Manuel                            | Il mare d'inverno (Loredana Bertè)                                       | Salvo                             |
| 4                                 | The Foolz                         | Jake                              | 90min (Salmo)                                                            | Eliminati                         |
| 5                                 | Francamente                       | Jake                              | The Rhythm of the Night (Corona)                                         | Salva                             |
| 6                                 | Punkcake                          | Manuel                            | Police on My Back (The Clash)                                            | Salvi                             |
| 7                                 | Lorenzo Salvetti                  | Lauro                             | Poetica (Cesare Cremonini)                                               | Salvo                             |
| 8                                 | Mimì                              | Manuel                            | Figures (Jessie Reyez)                                                   | Salva                             |
| 9                                 | I Patagarri                       | Lauro                             | Alleluja, tutti jazzisti! (Aristocats) / Hey Pachuco (Royal Crown Revue) | Salvi                             |
|                                   |                                   |                                   |                                                                          |                                   |
| Ordine                            | Cantante                          | Giudice                           | Cover                                                                    | Risultato                         |
| 1                                 | Lorenzo Salvetti                  | Lauro                             | Me so 'mbriacato (Mannarino)                                             | Salvo                             |
| 2                                 | Danielle                          | Manuel                            | Fegato, fegato spappolato (Vasco Rossi)                                  | Ultimi due                        |
| 3                                 | Francamente                       | Jake                              | Blinding Lights (The Weeknd)                                             | Salva                             |
| 4                                 | Lowrah                            | Paola                             | Someone You Loved (Lewis Capaldi)                                        | Ultimi due                        |
| 5                                 | Les Votives                       | Lauro                             | La canzone nostra (Mace, Blanco e Salmo)                                 | Salvi                             |
| 6                                 | Mimì                              | Manuel                            | La sera dei miracoli (Lucio Dalla)                                       | Salva                             |
| 7                                 | I Patagarri                       | Lauro                             | Summertime (George Gershwin)                                             | Salvi                             |
| 8                                 | Punkcake                          | Manuel                            | Mi ami? (CCCP)                                                           | Salvi                             |
| Ballottaggio                      |                                   |                                   |                                                                          |                                   |
| 1                                 | Danielle                          | Manuel                            | Sfiorivano le viole (Rino Gaetano)                                       | Eliminato                         |
| 2                                 | Lowrah                            | Paola                             | Man Down (Rihanna)                                                       | Salva                             |

Voto per i giudici per il ballottaggio
- Lauro: Lowrah; per andare al tilt, essendo indeciso su chi eliminare
- Jake: Danielle
- Paola: Danielle; per salvare la sua concorrente, Lowrah
- Manuel: Lowrah; per salvare il suo concorrente, Danielle

I giudici non trovano un accordo, quindi si va al TILT, che decreta l'eliminazione di Danielle.

### Quinta puntata
- Data: 21 novembre 2024
- Tema della puntata: nella prima manche I concorrenti si esibiranno con degli Inediti, ed il meno votato andrà al ballottaggio. La seconda manche vedrà i concorrenti esibirsi con delle cover assegnate dai giudici.
- Modifiche al regolamento: inizialmente ci doveva essere doppia eliminazione ma è stato deciso di spostarla alla Semifinale
- Ospite: Coma_Cose
- Canzoni cantate dall'ospite: Posti vuoti / Fiamme negli occhi / Malavita (Coma_Cose)
- Opening: Giorgia e Paola Iezzi (I Wanna Dance with Somebody (Who Loves Me) di Whitney Houston / Music e Vogue di Madonna)

| Ordine         | Cantante         | Giudice        | Inediti (Autori)                                                                   | Risultato      |
| Manche Inediti | Manche Inediti   | Manche Inediti | Manche Inediti                                                                     | Manche Inediti |
| -------------- | ---------------- | -------------- | ---------------------------------------------------------------------------------- | -------------- |
| 1              | Les Votives      | Lauro          | Monster (A. M. Randazzo, R. Lardinelli e T. Venturi)                               | Salvi          |
| 2              | Lowrah           | Paola          | Malasuerte (L. Fetahu, M. Montalesi, G. Merolle, F. Toffanin e M. E. Kleinschmidt) | Ultima         |
| 3              | Punkcake         | Manuel         | Gloom (L. Donato, B. Bernardoni, L. Migliore, D. Falcioni e S. Picchioni)          | Salvi          |
| 4              | Francamente      | Jake           | Fucina (F. Siano)                                                                  | Salva          |
| 5              | I Patagarri      | Lauro          | Caravan (F. Parazzoli, D. Corradi, J. Protti e A. Monaco)                          | Salvi          |
| 6              | Lorenzo Salvetti | Lauro          | Mille concerti (L. Salvetti, A. Mazzariello e G. Mecolle)                          | Salvo          |
| 7              | Mimì             | Manuel         | Dove si va (F. Calearo)                                                            | Salva          |
|                |                  |                |                                                                                    |                |
| Ordine         | Cantante         | Giudice        | Cover                                                                              | Risultato      |
| 1              | Lorenzo Salvetti | Lauro          | Tango (Tananai)                                                                    | Salvo          |
| 2              | Punkcake         | Manuel         | Maps (Yeah Yeah Yeahs)                                                             | Ultimi         |
| 3              | Francamente      | Jake           | Believe (Cher)                                                                     | Salva          |
| 4              | Mimì             | Manuel         | Lilac Wine (Nina Simone)                                                           | Salva          |
| 5              | Les Votives      | Lauro          | You Know I'm No Good (Amy Winehouse)                                               | Salvi          |
| 6              | I Patagarri      | Lauro          | Tu vuò fà l'americano (Renato Carosone) / Bella ciao (Canto popolare)              | Salvi          |
| Ballottaggio   |                  |                |                                                                                    |                |
| 1              | Lowrah           | Paola          | Someone You Loved (Lewis Capaldi)                                                  | Eliminata      |
| 2              | Punkcake         | Manuel         | I'm Scum (Idles)                                                                   | Salvi          |

Voto per i giudici per il ballottaggio
- Lauro: Lowrah
- Jake: Lowrah; non volendo andare al Tilt
- Paola: Punkcake; per salvare la sua concorrente, Lowrah
- Manuel: Lowrah; per salvare i suoi concorrenti, Punkcake

### Sesta puntata (Semifinale)
- Data: 28 novembre 2024
- Tema della puntata: durante la prima manche i concorrenti si esibiscono con l'orchestra ed il più votato andrà direttamente in finale. Durante la seconda manche i concorrenti si ri-esibiscono cantando le cover assegnate dai giudici: il meno votato viene eliminato, il penultimo ed il terzultimo vanno al ballottaggio.
- Ospite: Gazzelle
- Canzoni cantate dall'ospite: Come il pane (Gazzelle)
- Opening: Giorgia che incoraggia dietro le quinte i 6 Semifinalisti, Giorgia (Gocce di memoria (concertos))

| Ordine           | Cantante         | Giudice          | Cover                                          | Risultato        |
| Manche Orchestra | Manche Orchestra | Manche Orchestra | Manche Orchestra                               | Manche Orchestra |
| ---------------- | ---------------- | ---------------- | ---------------------------------------------- | ---------------- |
| 1                | I Patagarri      | Lauro            | Can't Help Falling in Love (Elvis Presley)     | In Finale        |
| 2                | Mimì             | Manuel           | Strange Fruit (Billie Holiday)                 | Prossima manche  |
| 3                | Les Votives      | Lauro            | Almeno tu nell'universo (Mia Martini)          | Prossima manche  |
| 4                | Francamente      | Jake             | Per Elisa (Alice)                              | Prossima manche  |
| 5                | Lorenzo Salvetti | Lauro            | Caruso (Lucio Dalla)                           | Prossima manche  |
| 6                | Punkcake         | Manuel           | My Way (Sid Vicious)                           | Prossima manche  |
|                  |                  |                  |                                                |                  |
| Ordine           | Cantante         | Giudice          | Cover                                          | Risultato        |
| 1                | Mimì             | Manuel           | Mi sei scoppiato dentro il cuore (Mina)        | Ultimi due       |
| 2                | Les Votives      | Lauro            | Crazy (Gnarls Barkley)                         | In Finale        |
| 3                | Punkcake         | Manuel           | Gift Horse (Idles)                             | Eliminati        |
| 4                | Francamente      | Jake             | L'ultimo bacio (Carmen Consoli)                | Ultimi due       |
| 5                | Lorenzo Salvetti | Lauro            | Questo piccolo grande amore (Claudio Baglioni) | In Finale        |
| Ballottaggio     |                  |                  |                                                |                  |
| 1                | Mimì             | Manuel           | La sera dei miracoli (Lucio Dalla)             | In Finale        |
| 2                | Francamente      | Jake             | Promises (The Cranberries)                     | Eliminata        |

Voto per i giudici per il ballottaggio
- Lauro: Mimì, sperando di andare al Tilt e far decidere al pubblico
- Jake: Mimì, per salvare la sua concorrente, Francamente
- Paola: Francamente, per andare al Tilt
- Manuel: Francamente, per salvare la sua concorrente, Mimì

I giudici non trovano un accordo, quindi si va al TILT, che decreta l'eliminazione di Francamente.

### Settima puntata (Finale)
- Data: 5 dicembre 2024
- Tema della puntata: La finale si svolge per la prima volta all'esterno, in Piazza del Plebiscito a Napoli. Durante la prima manche, i concorrenti presentano un brano a loro scelta, durante la seconda il Best Of di tre pezzi tra quelli che hanno già cantato in tutto il programma, durante la terza il loro inedito, come nelle due precedenti edizioni non ci sarà nessuna eliminazione per manche canteranno per tutte e 3 le manche poi i voti si sommeranno a fine serata per decretare il vincitore di questa edizione.
- Ospite: Robbie Williams, Antonino Cannavacciuolo, Paola & Chiara e Gigi D'Alessio
- Canzoni cantate dall'ospite: Forbibben Road / Let Me Entertain You / Rock DJ / Angels (Robbie Williams), Club astronave (Paola Iezzi) / Festival / Vamos a bailar / Furore / Festa totale (Paola & Chiara), Un nuovo bacio, Una magica storia d'amore, Mon Amour e Napule è (con Giorgia) (Gigi D'Alessio)
- Opening: (Baby Don't Hurt Me di David Guetta, Anne-Marie e Coi Leray e Be My Lover di Hypaton x David Guetta feat. La Bouche)

| Ordine         | Cantante         | Giudice | My Song                                                                       | Risultato  |
| -------------- | ---------------- | ------- | ----------------------------------------------------------------------------- | ---------- |
| 1              | I Patagarri      | Lauro   | Cam-Caminì (Oreste Lionello, Tina Centi, Liliana Sorrentino e Sandro Acerbo)  | /          |
| 2              | Mimì             | Manuel  | Because the Night (Patti Smith)                                               | /          |
| 3              | Les Votives      | Lauro   | Someone like You (Adele)                                                      | /          |
| 4              | Lorenzo Salvetti | Lauro   | Cosa mi manchi a fare (Calcutta)                                              | /          |
|                |                  |         |                                                                               |            |
| Ordine         | Cantante         | Giudice | Best Of - Canzoni                                                             | Risultato  |
| 1              | Mimì             | Manuel  | Figures / Mi sei scoppiato dentro il cuore / La sera dei miracoli             | /          |
| 2              | Les Votives      | Lauro   | You Make Me Feel (Mighty Real) / Are You Gonna Be My Girl / Sign of the Times | /          |
| 3              | I Patagarri      | Lauro   | Stayin' Alive / Hey Pachuco / Summertime                                      | /          |
| 4              | Lorenzo Salvetti | Lauro   | Tango / Margherita / Me so 'mbriacato                                         | /          |
|                |                  |         |                                                                               |            |
| Ordine         | Cantante         | Giudice | Inediti (Autori)                                                              | Risultato  |
| Manche Inediti |                  |         |                                                                               |            |
| 1              | Lorenzo Salvetti | Lauro   | Mille concerti (L. Salvetti, A. Mazzariello e G. Mecolle)                     | Quarto     |
| 2              | I Patagarri      | Lauro   | Caravan (F. Parazzoli, D. Corradi, J. Protti e A. Monaco)                     | Terzi      |
| 3              | Mimì             | Manuel  | Dove si va (F. Calearo)                                                       | Vincitrice |
| 4              | Les Votives      | Lauro   | Monster (A. M. Randazzo, R. Lardinelli e T. Venturi)                          | Secondi    |

## Ascolti
| Puntata              | Puntata              | Sky Uno/+1 e on demand | Sky Uno/+1 e on demand | Sky Uno/+1 e on demand | TV8               | TV8            | TV8   |
| Puntata              | Puntata              | Messa in onda          | Telespettatori         | Share                  | Messa in onda     | Telespettatori | Share |
| -------------------- | -------------------- | ---------------------- | ---------------------- | ---------------------- | ----------------- | -------------- | ----- |
| 1                    | Audizioni 1          | 12 settembre 2024      | 729 000                | 3,60%                  | 17 settembre 2024 | 590 000        | 3,60% |
| 2                    | Audizioni 2          | 19 settembre 2024      | 693 000                | 3,00%                  | 24 settembre 2024 | 722 000        | 4,40% |
| 3                    | Audizioni 3          | 26 settembre 2024      | 683 000                | 3,20%                  | 1º ottobre 2024   | 731 000        | 4,30% |
| 4                    | Bootcamp 1           | 3 ottobre 2024         | 758 000                | 3,50%                  | 8 ottobre 2024    | 677 000        | 4,10% |
| 5                    | Bootcamp 2           | 10 ottobre 2024        | 739 000                | 3,10%                  | 15 ottobre 2024   | 699 000        | 4,10% |
| 6                    | Home Visit           | 17 ottobre 2024        | 754 000                | 3,40%                  | 22 ottobre 2024   | 433 000        | 2,50% |
| 7                    | Live 1               | 24 ottobre 2024        | 834 000                | 4,40%                  | 29 ottobre 2024   | 588 000        | 4,50% |
| 8                    | Live 2               | 31 ottobre 2024        | 570 000                | 2,90%                  | 5 novembre 2024   | 542 000        | 3,70% |
| 9                    | Live 3               | 7 novembre 2024        | 760 000                | 3,70%                  | 12 novembre 2024  | 554 000        | 3,50% |
| 10                   | Live 4               | 14 novembre 2024       | 665 000                | 3,30%                  | 19 novembre 2024  | 457 000        | 3,10% |
| 11                   | Live 5               | 21 novembre 2024       | 705 000                | 3,40%                  | 26 novembre 2024  | 479 000        | 3,20% |
| 12                   | Live 6 - Semifinale  | 28 novembre 2024       | 744 000                | 3,60%                  | 3 dicembre 2024   | 447 000        | 2,90% |
| 13                   | Live 7 - Finale      | 5 dicembre 2024        | 898 000                | 4,10%                  | 5 dicembre 2024   | 867 000        | 4,50% |
| Media telespettatori | Media telespettatori | Media telespettatori   | 739 000                | 3,82%                  |                   | 598 923        | 3,72% |

*La finale viene trasmessa in diretta e in simulcast su Sky Uno e TV8.

**Le puntate che vanno dalla prima puntata di Audizioni fino alla semifinale vengono trasmesse in chiaro su TV8 a distanza di cinque giorni dalla messa in onda su Sky Uno.

***Compresi gli ascolti di Sky Uno +1

## Ospiti
| Live | Ospiti                                                                    |
| ---- | ------------------------------------------------------------------------- |
| 1    | Ghali                                                                     |
| 2    | Gaia                                                                      |
| 3    | Sarafine e Tananai                                                        |
| 4    | Negramaro                                                                 |
| 5    | Coma_Cose                                                                 |
| 6    | Gazzelle                                                                  |
| 7    | Robbie Williams, Antonino Cannavacciuolo, Paola & Chiara e Gigi D'Alessio |